# سباق طواف فرنسا 1909
سباق طواف فرنسا 1909 من سلسلة سباقات سباق طواف فرنسا. أقيم هذا السباق في تاريخ 5 يوليو - 1 أغسطس 1909 على 14 مراحل. بعد طي 4488 كم بمتوسط 28.658 كم في الساعة فاز بالميدالية الذهبية فرانسوا فابر من لوكسمبورغ، فيما حصد غوستاف غاريغو من فرنسا الميدالية الفضية، وكانت الميدالية البرونزية من نصيب جان ألافوان من فرنسا.

## الميداليات
| ذهب                      | فضة                   | برونز               |
| فرانسوا فابر - لوكسمبورغ | غوستاف غاريغو - فرنسا | جان ألافوان - فرنسا |